# إدوين كاسياني
إدوين كاسياني (بالإسبانية: Edwin Cassiani)‏ (مواليد 28 أكتوبر 1972) هو ملاكم كولومبي، مثّل بلاده في الألعاب الأولمبية الصيفية 1992.

## روابط خارجية
إدوين كاسياني على موقع أوليمبيديا (الإنجليزية)